# Авентин (пагорб)

Сім пагорбів Рима

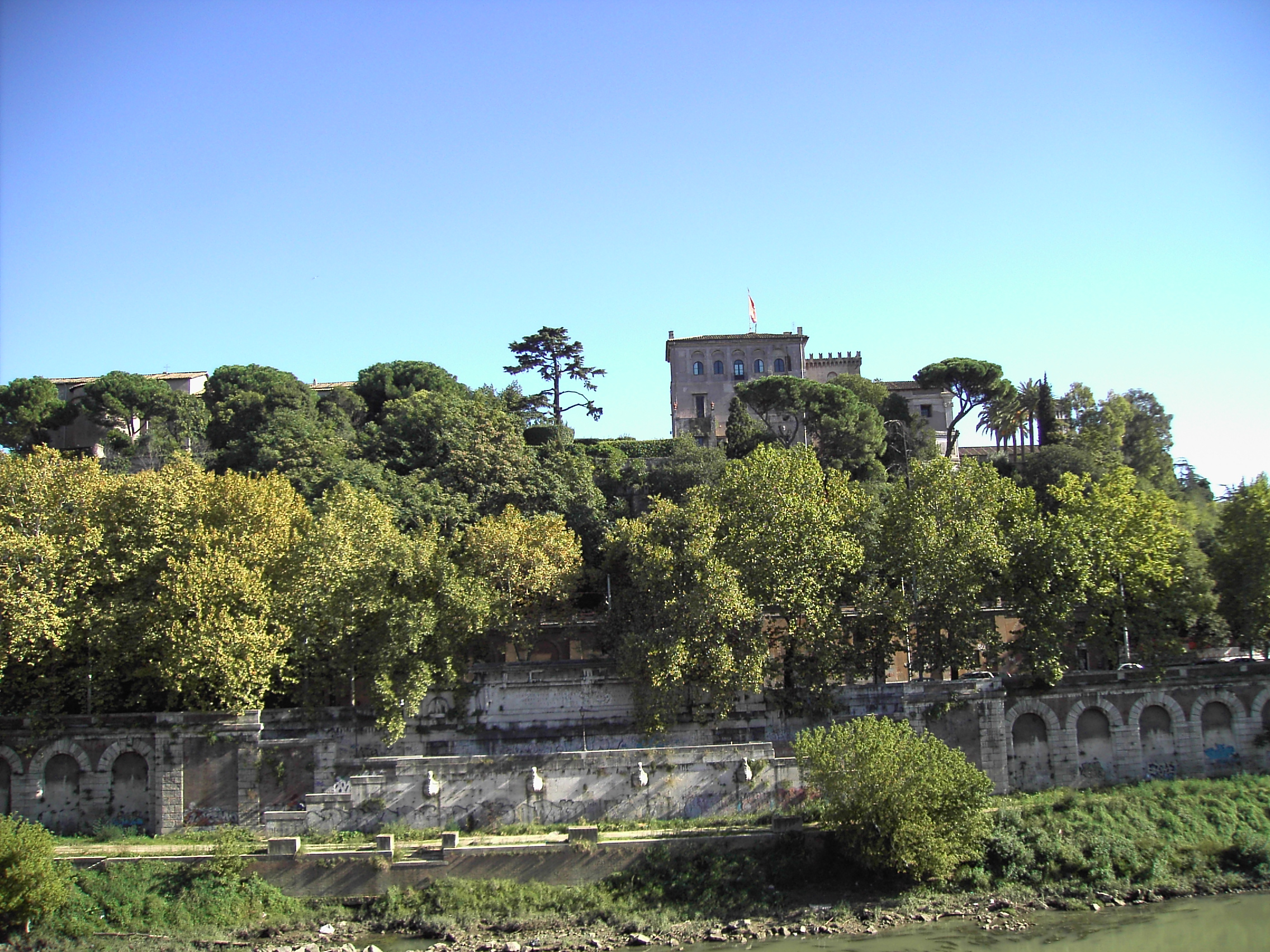
Палац Мальтійських лицарів на Авентіні

Авентин (лат. Collis Aventinus, також трапляється написання Авентін) — один з семи пагорбів, на яких розташований Рим. У V столітті до н. е. землі на Авентині були розподілені між плебеями, з того часу пагорб став центром плебейського руху у їх протистоянні з патриціями. На Авентині був убитий народний трибун Тиберій Гракх. Оскільки Авентин розташований поруч з Тибром, то він був місцем для складів збіжжя та лісу. В стародавні часи на Авентині було кілька значних храмів, зокрема храм Діани. Нині Авентин є однією з місцевостей сучасного Риму.

## Церкви на Авентині
- Сан-Джорджіо-ін-Велабро
- Санта-Марія-ін-Космедін
- Санта-Сабіна
- Санті-Боніфаціо-е-Алессіо
- Сан-Теодоро-аль-Палатіно
- Санта-Пріска
- Санта-Марія-делла-Консолаціоне
- Сан Джованні ін Деколато
- Церква і монастир Христа Царя отців-василіян
- Церква Святої Марії Мальтійського ордену[it]